# Автошлях Н 27
Автошлях Н27 — автомобільний шлях регіонального значення, починається у Чернігові, проходить через Мену, Сосницю; неподалік Новгорода-Сіверського перетинається з автошляхом Р65 і закінчується на контрольно-пропускному пункті Грем'яч на кордоні з Російською Федерацією.

## Загальна довжина
Чернігів — Мена — Сосниця — Грем'яч — 204 км.